# 22-ديهيدروإرغوكالسيفيرول
22-ديهيدروإرغوكالسيفيرول أو 22-ثنائي هيدروإرغوكالسيفيرول (بالإنجليزية: 22-Dihydroergocalciferol) صيغته الجزيئية C28H46O، هو أحد أشكال فيتامين (D) ويسمى أيضا (فيتامين د4)، ويتواجد بأنواع معينة من الفطر.